# 長尾赫氏甲鯰
長尾赫氏甲鯰，為輻鰭魚綱鯰形目甲鯰科的其中一種，為熱帶淡水魚，分布於南美洲法屬圭亞那Trinité及Balenfois山淡水流域，體長可達5.2公分，棲息在底層水域，生活習性不明。
种加词 longicauda 意为“长尾的”。